# Кувейтський уряд у вигнанні
Кувейтський уряд у вигнанні (араб. الحكومة الكويتية في المنفى) був урядом Кувейту у вигнанні після вторгнення Баасистського Іраку та окупації Кувейту під час війни в Перській затоці. 2 серпня 1990 року шейх Джабір аль-Ахмад аль-Джабір аль-Сабах та високопоставлені члени його уряду евакуювались в Саудівську Аравію, де вони створили уряд у вигнанні в Таїфі. Кувейтський уряд у вигнанні був набагато заможнішим, ніж більшість інших таких урядів, маючи повне розпорядження дуже значними кувейтськими активами в західних банках - з яких він використовував для проведення масштабної пропагандистської кампанії, яка засуджує баасистську іракську окупацію та мобілізує громадську думку в західній півкулі на користь війни з баасистським Іраком. У березні 1991 року, після поразки Баасистського Іраку від сил коаліції у війні в Перської затоки, шейх та його уряд змогли повернутися до Кувейту.